# Святой Себастьян (картина Антонелло да Мессины)
«Святой Себастьян» — картина итальянского живописца Антонелло да Мессины, изображающая святого Себастьяна. Хранится в Галерее старых мастеров в Дрездене.

## История
Антонелло был родом из города Мессина на Сицилии. Формирование его таланта проходило вдалеке от художественных центров Италии. Около 1450 года художник переехал в Неаполь, где испытал воздействие живописцев из Южной Франции, Каталонии и Нидерландов, работавших в то время в неаполитанском королевстве. Посещение художником Венеции в 1475—1476 годах считается поворотным моментом в истории живописи итальянского Возрождения.
Джорджо Вазари считал, что Антонелло первым освоил технику масляной живописи и познакомил с ней венецианских художников, однако этот факт подвергается сомнению современными исследователями. На самом деле Антонелло стал работать в технике масляной живописи, позаимствовав её у нидерландца Я. Ван Эйка, а венецианцы пришли к этой технике независимо от провинциального живописца, но также под влиянием нидерландского «арс нова», в частности «Алтаря Портинари» Хуго ван дер Гуса.
Антонелло да Мессина написал две алтарные картины для венецианских церквей, одну для церкви Сан-Кассиано, а другую в виде триптиха, частью которого когда-то был «Святой Себастьян», для церкви Сан-Джулиано. Считается, что картина написана в Венеции в 1476 году, но, возможно, она была создана после возвращения художника на Сицилию осенью того же года. Существует предположение, что Святой Себастьян изначально был частью триптиха. Предположительно, на центральной панели был изображён Святой Рох, как и Себастьян он считался защитником от чумы и холеры. Эта панель могла быть повреждена обрушившейся крышей церкви Сан-Джулиано в 1556 году, что привело к её замене деревянной статуей того же святого. В описании алтаря от 1581 года Франческо Сансовино пишет, что алтарь состоял из деревянной статуи святого Роха, окружённой расписными панелями с изображениями святого Христофора и святого Себастьяна. Сансовино писал, что Святого Христофора написал сам Антонелло, а панель со Святым Себастьяном — Пино да Мессина (то есть его сын Якобелло или «Якопино», который занял место в мастерской в Мессине после смерти отца и, как говорят, завершил алтарь до того, как он был перемещён в церковь). Историки искусства в целом признали авторство Антонелло да Мессино в картине со Святым Себастьяном. Статуя и картина со Святым Христофором ныне утрачены.
После того как алтарь вынесли из церкви Сан-Джулиано около 1581 года, «Святой Себастьян» появляется в 1654 году в описи коллекции Томаса Говарда, где автором назван Антонелло да Мессина. Затем картина перешла по наследству к его сыну, Уильяму Говарду, который продал её в 1662 году Францу и Бернхардту фон Имстенрэрдт для их кёльнской коллекции. Её авторство было приписано Джованни Беллини. Следующим владельцем картины становится епископ Карл фон Лихтенштейн, купивший её в 1670 году и поместивший её в своем дворце в Кромержиже в Моравии. Картина была продана на аукционе в 1830 году и попала в коллекцию Хуссиана в Вене в 1869 году, а затем в коллекцию И. Криста Эндриса, у которого в 1873 году она была куплена Королевской галереей в Дрездене, где она и хранится до сих пор. Джозеф Арчер Кроу и Джованни Баттиста Кавальказелле приписывают авторство картины Антонелло да Мессине.
В 2006 году картина экспонировалась в Государственном музее изобразительных искусств имени А. С. Пушкина.

## Особенности иконографии, композиции и стиля
Картина с первого взгляда озадачивает необычностью композиции. Традиционная иконография в изображении мученичества святого, пронзённого множеством стрел и изнывающего от боли, как например в изображении Святого Себастьяна падуанским художником Андреа Мантеньей (который создал три варианта картины на эту тему), уступает элегическому настроению в изображении юного и гладкого молодого тела на грани эротического любования и на фоне как бы уснувшего городского пейзажа (такая трактовка имеет обоснование: по одной из версий стрелы язычников не принесли святому вреда). Атмосфера картины наполнена спокойствием и безмятежностью. Персонажи, кажется, игнорируют сцену пыток, происходящую на переднем плане (один человек даже мирно спит, другие беседуют), будто Себастьян гарантировал своей мученической смертью мир и спокойствие города под ярко-синим небом. Упавшая колонна на переднем плане символизирует прерванную жизнь.
В композиции доминирует вертикальная фигура святого, привязанного к «мёртвому дереву» (традиционный символ мученической смерти) демонстрирует заметное влияние Пьеро делла Франческа. Это влияние можно заметить, в частности, в геометрической разрисовке пола и в необычно низком горизонте. Эти черты отражают увлечения ранних венецианских живописцев школы Витторе Карпаччо и Джованни Беллини, но прежде всего самого Пьеро делла Франческа изучением геометрической перспективы.
Оригинальным для Антонелло является и страсть к деталям городского пейзажа, наблюдаемая, например, у художников умбрийской школы, венецианца Карло Кривелли и падуанца Андреа Мантеньи. Педантично изображены многие детали. Показанные художником здания напоминают венецианские дворцы. Можно заметить небольшую статую в нише над дверью, решётчатые окна, цветочные горшки, украшающие балконы (в частности, горшок с лилиями, подрезанный кустарник и синий горшок с гвоздиками). Зубчатая крыша также имеет две типичные для города дымовые трубы. Но все эти детали и их натуралистичная прорисовка удивительным образом не противоречат возвышенной духовности картины, как и синее небо над головой святого.